# Bezrozměrná veličina
Bezrozměrová veličina (často též bezrozměrná veličina, viz Jazyková poznámka) je taková veličina, která má v dané soustavě jednotek rozměr "jedna" (v algebře rozměrů jde o neutrální prvek); tuto vlastnost vystihuje přednostní název veličina s rozměrem jedna. Může však mít (i v rámci SI) jednotku se zvláštním názvem a značkou; taková jednotka se pokládá za odvozenou a je bezrozměrová (např. radián, steradián, decibel, neper, procento).
Bezrozměrová veličina je obvykle definována jako součin či podíl veličin, které sice mají rozměry, ale rozměrové koeficienty jednotlivých základních veličin se ve výsledku vzájemně vykrátí. Jindy může být definována jako součin, podíl či funkce jiných bezrozměrových veličin. Obsahují-li vztahy popisující fyzikální zákony či definiční rovnice technických veličin exponenciální, logaritmické nebo goniometrické funkce, jsou jejich argumenty také bezrozměrovými veličinami.
Příkladem bezrozměrových veličin jsou podobnostní čísla, bezrozměrová rychlost, součinitel smykového tření, index lomu, molární zlomek, konstanta jemné struktury, Lorentzův faktor nebo Boltzmannův faktor. Počtem a metodou sestrojení bezrozměrných veličin ve fyzikálních zákonech se zabývá Buckinghamův pí teorém.
Podobně jako u všech veličin neznamená rovnost rozměru stejný charakter veličiny (například teplo a moment síly). S bezrozměrovými veličinami nelze zacházet jako s pouhými čísly, ale je třeba mít na zřeteli jejich skutečný charakter, daný definicí veličiny, nikoli jednotkou (např. úhel není totéž co fáze, a proto radián nelze volně zaměňovat za 1 - viz např. článek úhlová frekvence). Někdy se pro snazší a korektní zacházení doplňují v praxi jednotky bezrozměrových veličin různými přívlastky či vyjadřují se jako podíly takto "upřesněných" stejných jednotek (cykl za sekundu namísto reciproké sekundy; gramy složky na 100 gramů roztoku nebo hmotnostní procento namísto procenta u objemového zlomku apod.), zpravidla to však neodpovídá pravidlům pro veličiny a jednotky (např. příručce SI). Kvůli nespecifičnosti bezrozměrových jednotek bývá někdy kritizována i současná podoba soustavy SI.
Zavedeme-li koherentní soustavu jednotek, tj. odvozené jednotky budou definovány pomocí jednotek základních jednotkovými rovnicemi bez dodatečných číselných koeficientů, můžeme se všemi veličinami dané soustavy zacházet jako s bezrozměrovými. Není to však obvyklé, protože se tím ztrácí informace o kvalitativní stránce veličin.

## Jazyková poznámka
Fyzikální rozměr je vlastností veličiny (tedy také jednotky), nikoli objektu. Příklady: rozměr objemu {\displaystyle =L^{3}}; rozměr úhlu {\displaystyle =L/L=L^{0}}.
Norma se zde přiklonila k adjektivu rozměrový, např. rozměrový exponent; bezrozměrová veličina má rozměr 1. Podobně se běžně užívá rozměrová analýza, rozměrová zkouška.
Naproti tomu rozměr v geometrii je vlastností objektu (nikoli veličiny): rozměr balíku je 20 cm {\displaystyle \times } 30 cm {\displaystyle \times } 50 cm. Jako adjektivum se zde užívá tvar rozměrný - rozměrné zavazadlo, případně v matematice s číslovkou: bezrozměrný bod má 0 rozměrů; časoprostor je čtyřrozměrný. Jako termín by byla "bezrozměrná veličina" proti tomuto pojetí; nové normy i učebnice užívají "bezrozměrová veličina".